# Narodna knjižnica Španije
Narodna knjižnica Španije (špansko Biblioteca Nacional de España) je glavna javna knjižnica, največja v Španiji in ena izmed največjih knjižnic na svetu. Nahaja se v Madridu.